# SMPAG
Le SMPAG (acronyme de Space Missions Planning Advisory Group) est un groupe de travail international créé à l'initiative de l'Organisation des Nations unies chargé de définir de manière consensuelle des recommandations portant sur les mesures de défense planétaire contre les menaces des objets géocroiseurs. En cas de menace d'impact le SMPAG doit proposer des plans d'action qu'il soumettra à la communauté internationale.

## Historique
En 2013, à la suite d'une recommandation du Comité des Nations unies pour l'utilisation pacifique de l'espace extra-atmosphérique (COPUOS), l'Organisation des Nations unies créent l'International Asteroid Warning Network (IAWN) qui est chargé de coordonner les travaux de détection, faire circuler les données collectées et assister les gouvernements des différents pays cherchant à définir une stratégie d'évitement d'impact. L'IAWN a créé un groupe de travail chargé de développer la coopération entre les pays et de définir de manière consensuelle les mesures de défense contre les menaces des objets géocroiseurs : le SMPAG (Space Missions Planning Advisory Group) rassemble des représentants des différentes agences spatiales nationales (une trentaine). Le groupe se réunit en sessions de travail deux fois par an.

## Organisation
Le groupe de travail est constitué par des représentants des différentes agences spatiales. Le groupe de travail se réunit au minimum une fois par an pour échanger sur les travaux réalisés. Ces derniers sont publiés après validation par un comité directeur.

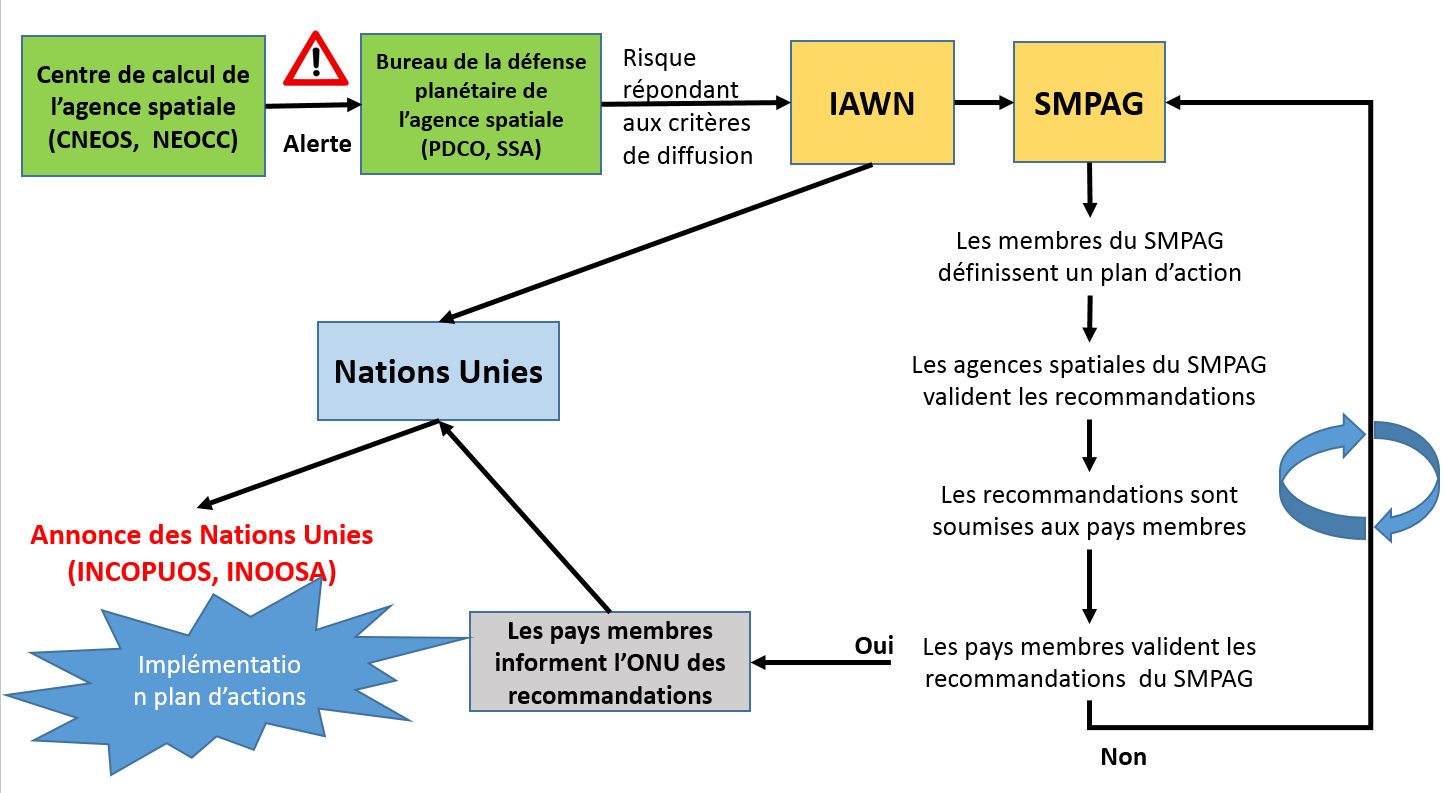
Processus théorique de gestion d'une menace répondant aux critères de communication et de traitement à l'échelon international montrant les rôles respectifs du PCDCO, de l'IAWN et du SMPAG.

## Objectifs
Les objectifs du groupe de travail sont :
- Définir des missions de référence traitant les différents scénarios d'impact et de déviation des géocroiseurs, une feuille de route pour la mise au point des technologies nécessaires et des axes de recherche.
- Communiquer et échanger des informations sur les travaux menés de manière à favoriser la coopération et limiter les redondances.
- Planifier les mesures de gestion de l'impact
- Définir les aspects juridiques qui peuvent découler des mesures prises pour gérer un impact.

## Travaux
Le groupe de travail a découpé se mission en plusieurs tâches dont la responsabilité est assignée  généralement à une agence spatiale assistée par d'autres agences (avancement mis à jour en 2019)   :
1. Définition des critères d'une menace d'impact de géocroiseur nécessitant l'intervention du groupe de travail et de l'IAWN et une communication avec les responsables gouvernementaux. Ces travaux à la charge de la NASA avec l'assistance de l'IAWN sont achevés et le rapport final doit être validé.
2. Définition des missions spatiales envisageables pour réduire le risque d'un impact (par déviation de la trajectoire, destruction du géocroiseur, ...)   et des technologies nécessaires. Ces travaux à la charge de l'Agence spatiale du Royaume-Uni avec l'assistance de l'agence spatiale roumaine et de l'Agence spatiale européenne sont en cours. Ils s'appuient sur l'étude NEOShield financée par l'Union Européenne.
3. Définition des scénarios types de menace de géocroiseurs (définis par leur orbite, leurs caractéristiques physiques, ...) et des points clés d'une intervention humaine pour réduire ou supprimer celle-ci : fenêtre de lancement d'une mission de déviation, périodes d'observation permettant de préciser la probabilité d'impact, fenêtre de lancement d'une mission de reconnaissance in situ. Ces travaux à la charge de l'Agence spatiale européenne  avec l'assistance de l'Agence spatiale italienne et de l'agence spatiale du Royaume-Uni sont en cours.
4. Définition détaillée de missions de référence réalisables pour contrer la menace d'un objet géocroiseur en fonction de sa nature. Ces travaux à la charge de l'Agence spatiale italienne avec l'assistance de l'Agence spatiale européenne et de l'agence spatiale du Royaume-Uni sont en cours. Ils s'appuient sur l'étude NEOShield financée par l'Union Européenne.
5. Définition d'un plan d'actions à mettre en œuvre en cas de menace d'impact : recensement des moyens de lancement,   chronologie et   jalons clés du processus,  niveau de maturité des technologies nécessaires,   démarche permettant d'obtenir l'autorisation des pays et leur coopération,   contraintes dans le domaine de la communication,  inventaire des ressources que chaque agence devra maintenir pour permettre d'entreprendre une mission de détournement, identification des personnes à contacter,  obstacles qui pourraient empêcher une intervention efficace dans les délais et   mesures pour les supprimer. Ces travaux  à la charge de la NASA avec l'assistance de l'Union Astronomique internationale sont en cours.
6. Définition des modalités de communication auprès du  public et des décideurs des pays en cas de menace d'impact. Ces travaux à la charge de la NASA  avec l'assistance de l'IAWN, de l'UNOOSA et de l'Agence spatiale européenne sont en cours.
7. Définition des critères à prendre en compte par la mission de déviation d'un géocroiseur : degré de précision de l'orbite de l'objet, distance minimale avec la Terre après déviation, ... Ces travaux à la charge de l'Agence spatiale roumaine sont en cours.
8. Définition d'une feuille de route visant à coordonner les différents projets portant sur la défense planétaire. Ces travaux sont à la charge de la agence spatiale allemande avec l'assistance de la NASA.
9. Analyse des conséquences de l'échec d'une mission de déviation d'un géocroiseur. Ces travaux à la charge de l'Agence spatiale européenne avec l'assistance de plusieurs autres agences spatiales sont en cours.
10. Étude des aspects techniques et légaux du recours à une arme nucléaire (dernier recours si le temps manque) pour dévier un géocroiseur. Ces travaux  confiés à l'ensemble des agences sont en cours.
11. Définition des caractéristiques d'une mission d'étude in situ d'un géocroiseur constituant une menace. Cette mission doit collecter les caractéristiques du géocroiseur (surface, structure interne, homogénéité, composition, ...) permettant d'optimiser une future mission de déviation. Il s'agit de définir la liste des équipements et instruments qui devront être disponibles pour une telle mission, spécifier ceux qui doivent être développés. Ces travaux à la charge du CNES avec l'assistance de la Belgique, de l'Agence spatiale du Royaume-Uni et de l'Agence spatiale européenne sont en cours. Le rapport comprend une étude de mission in situ du géocroiseur Apophis.